# Melanargia centralis
Melanargia centralis är en fjärilsart som beskrevs av De Sagarra 1925. Melanargia centralis ingår i släktet Melanargia och familjen praktfjärilar. Inga underarter finns listade i Catalogue of Life.